# Геологія Марса

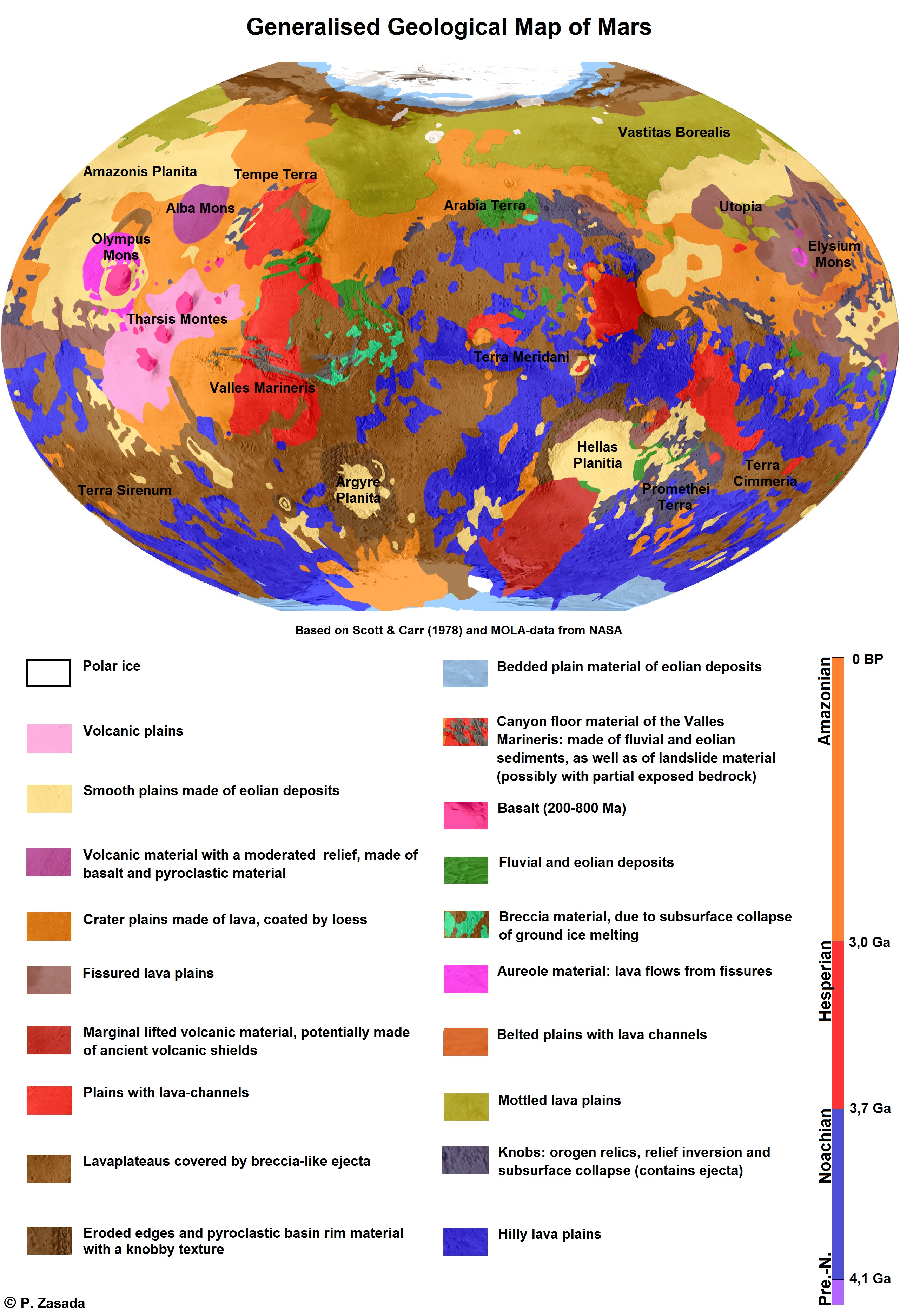
Узагальнена геологічна карта Марса

Ареоло́гія (геологія Марса) — наука, що вивчає поверхню, кору і внутрішню структуру Марса. Особлива увага приділяється складу, структурі, історії та фізичним процесам, що сформували планету. Дана галузь науки аналогічна земній геології. У планетології поняття  геологія  включає вивчення твердої складової планет і їх супутників. Даний термін включає аспекти геофізики, геохімії, мінералогії, геодезії і картографії. В англійській мові термін areology (від грец. Arēs — Марс) вважається неологізмом, іноді вживається як синонім для Geology of Mars у науково-популярних джерелах і в науковій фантастиці (наприклад, у «Марсіанській трилогії» Кіма Стенлі Робінсона), але професійними геологами і планетологами цей термін використовується вкрай рідко[неавторитетне джерело][відсутнє в джерелі].

## Загальний опис
У минулому на Марсі, як і на Землі, відбувався рух літосферних плит. Це підтверджується особливостями магнітного поля Марса, місцями розташування деяких вулканів, наприклад, в провінції Фарсіда, а також формою долини Марінера.
Геологічна карта Марса:
Сучасний стан справ, коли вулкани можуть існувати набагато більш тривалий час, ніж на Землі, і досягати велетенських розмірів, говорить про те, що зараз такий рух швидше відсутній. На користь цього свідчить той факт, що щитові вулкани зростають у результаті повторних вивержень з того самого жерла протягом тривалого часу. На Землі через рух літосферних плит вулканічні точки постійно змінювали своє положення, що обмежувало зростання щитових вулканів і, можливо, не давало досягти їм змоги такої висоти, як на Марсі. З іншого боку, різниця в максимальній висоті вулканів може пояснюватися тим, що через меншу силу тяжіння на Марсі можлива побудова вищих структур, котрі не обвалилися б під власною вагою.
Можливо, на планеті є слабка тектонічна активність, що приводить до утворення спостережуваних з орбіти пологих каньйонів.

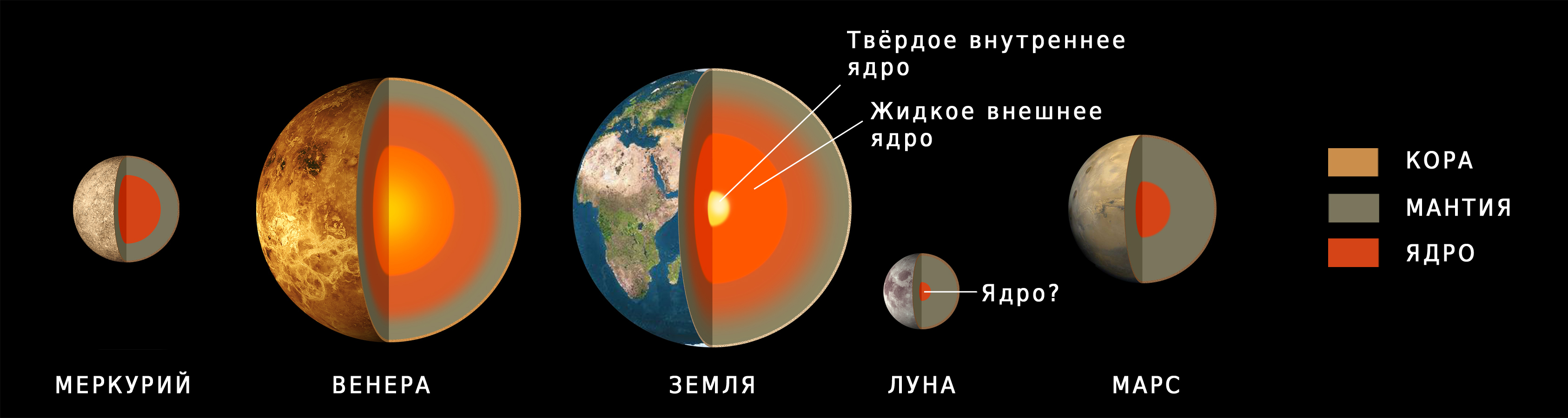
Порівняння будови Марса та інших планет земної групи.

Сучасні моделі внутрішньої будови Марса припускають, що Марс складається з кори з середньою товщиною 50 км (максимальна оцінка 125 км), силікатної мантії й ядра радіусом 1480—1800 км. Густина речовини в центрі планети повинна досягати 8,5 г/см³. Ядро частково рідке і складається в основному із заліза з домішкою 14—18 % (за масою) сірки, причому вміст легких елементів вдвічі вище, ніж в ядрі Землі. Згідно з сучасними оцінками, формування ядра збіглося з періодом раннього вулканізму і тривало близько мільярда років. Приблизно водночас зайняло часткове плавлення мантійних силікатів. Через меншої сили тяжіння на Марсі діапазон тисків у мантії Марса набагато менше, ніж на Землі, а значить, в ній менше фазових переходів. Передбачається, що фазовий перехід олівіну в шпінелевих модифікацію починається на досить великих глибинах — 800 км (400 км на Землі). Характер рельєфу та інші ознаки дозволяють припустити наявність астеносфери, що складається із зон частково розплавленої речовини. Для деяких районів Марса складено докладну геологічну карту.

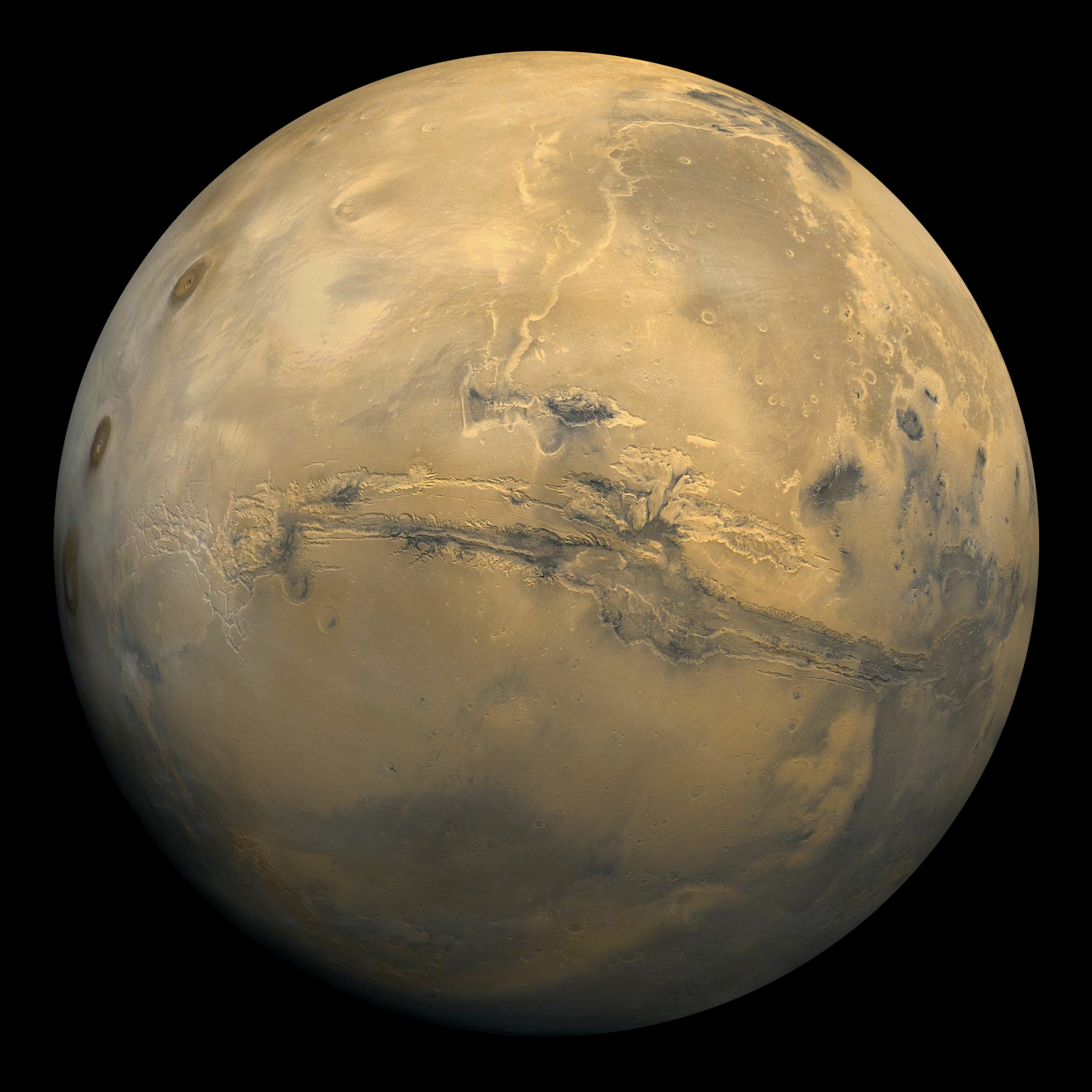
Глобальна мозаїка зі 102 знімків, отриманих штучним супутником Марса «Вікінг-1» 22 лютого 1980 року.

Згідно зі спостереженнями з орбіти й аналізу колекції марсіанських метеоритів, поверхня Марса складається головним чином із базальту. Є деякі підстави припускати, що на частині марсіанської поверхні матеріал є більш кварцовим, ніж звичайний базальт, і може бути подібний андезитним каменям на Землі. Однак ці ж спостереження можна тлумачити на користь наявності кварцового скла. Значна частина глибшого шару складається з зернистого пилу оксиду заліза.

## Магнітне поле
У Марса було зафіксовано слабке магнітне поле.
Згідно з даними магнетометрів станцій «Марс-2» і «Марс-3», напруженість магнітного поля на екваторі становить близько 60 гам, на полюсі  120 гам, що в  500 разів слабше земного. За даними АМС «Марс-5», напруженість магнітного поля на екваторі становила 120 гамм, що в 500 раз слабше земного. За даними АМС «Марс-5», напруженість магнітного поля на екваторі становила  64 гами, а магнітний момент планетарного диполя — 2,4× 1022 ерстед·см2.
Магнітне поле Марса вкрай нестійке, у різних точках планети його напруженість може відрізнятися в 1,5—2 разів, а магнітні полюси не збігаються з фізичними. Це говорить про те, що залізне ядро Марса перебуває у порівняльній нерухомості відносно до його кори, тобто механізм планетарного динамо, відповідальний за магнітне поле Землі, на Марсі не працює. Хоча на Марсі немає стійкого всепланетного магнітного поля, спостереження показали, що частини планетної кори намагнічені і що спостерігалася зміна магнітних полюсів цих частин в минулому. Намагніченість даних частин виявилася схожою на смугові магнітні аномалії у світовому океані.
З теорії, опублікованої 1999 року й перевіреної 2005 року (за допомогою безпілотної станції Mars Global Surveyor), ці смуги демонструють тектоніку плит 4 млрд років тому — до того, як динамо-машина планети припинила виконувати свою функцію, що послужило причиною різкого ослаблення магнітного поля. Причини такого різкого ослаблення неясні. Існує припущення, що функціонування динамо-машини 4 млрд років тому пояснюється наявністю астероїда, який обертався на відстані 50—75 тис. км навколо Марса і викликав нестабільність в його ядрі. Потім астероїд знизився до межі Роша і зруйнувався. Тим не менш, це пояснення саме містить неясні моменти й оскаржується в науковій спільноті.
В 2024 році завдяки новим дослідженням та аналізу метеорита Allan Hills 84001 із застосуванням квантового алмазного мікроскопа, вчені підтвердили, що повноцінне магнітне поле Марса існувало до 3,9 млрд років тому.

## Ареологічна історія
Згідно з однією з гіпотез, у далекому минулому в результаті зіткнення з великим небесним тілом сталася зупинка обертання ядра, а також втрата основного обсягу атмосфери. Втрата легких атомів і молекул з атмосфери — наслідок слабкого тяжіння Марса. Вважається, що втрата магнітного поля сталася близько 4 млрд років тому. Внаслідок слабкості магнітного поля сонячний вітер практично безперешкодно потрапляє в атмосферу Марса, і багато з фотохімічних реакцій під дією сонячної радіації, які на Землі відбуваються в іоносфері і вище, на Марсі можуть спостерігатися практично біля самої його поверхні.
Ареологічну історію Марса поділяють на донойський час та три періоди: нойський, гесперійський та амазонський.
- Донойський час: від утворення планети до 4,18—4,08 млрд років тому. Тоді Марс мав магнітне поле. Наприкінці того часу з'явилися низовини північної полярної області.
- Нойський період: від 4,18—4,08 до 3,74—3,50 млрд років тому. Поділений на три епохи (ранньонойську, середньонойську та пізньонойську). На початку періоду відбувалося інтенсивне астероїдне бомбардування; з'явилися басейни рівнин Еллада та Аргір. Пізніше розпочався ріст вулканічного нагір'я Тарсис. Інтенсивно формувалися річкові долини.
- Гесперійський період: від 3,74—3,50 до 3,46—2,00 млрд років тому. Поділений на дві епохи. На початку періоду йшло активне рифтоутворення в долинах Марінера та лабіринті Ночі. Тривали вулканічні виверження (зокрема, на нагір'ї Елізій). З'явилися річкові русла, що впадають у рівнину Хриса.
- Амазонський період: від 3,46—2,00 млрд років тому до сьогодні. Поділений на три епохи. На початку періоду — інтенсивне заповнення осадами північних низовин, а наприкінці — утворення шаруватих відкладень у полярних областях. Протягом більшої частини періоду тривали виверження вулканів Тарсиса та Елізія[27].